# 軍器監法
軍器監法，王安石變法之一。軍器監最早設立於北周建德四年（575年），是為中央一級兵工廠，唐代沿其舊制設置軍器監，下設甲坊署。熙寧六年（1073年）七月頒行軍器監法，以王雱之建議，仿唐代設軍器監。八月廣設軍器監，負責監督製造武器；並且招募工匠，致力改良武器。使兵器製造品質大為改觀。